# Самсонов, Владимир Викторович (певец)
Владимир Викторович Самсонов (род. 28 февраля 1963, Кишинёв) — российский оперный певец, артист оперетты, эстрадный исполнитель русских романсов и песен. Заслуженный артист России (2001).

## Биография
Родился в семье оперного певца в Кишиневе. Его отец Виктор Григорьевич (бас) пел в капелле «Дойна» и затем в Кишиневской опере. Многие предки Самсоновых тоже были певцами и музыкантами. Так родной дядя бабушки Владимира, Дмитрий Иванович Вранчан, обладающий феноменальным басом-профундо, пел до революции в Мариинском театре и Ковент-гардене, и был близким другом Федора Ивановича Шаляпина. Вот что писал священник В. Т. Давный о прадеде Владимира Самсонова: «Голос Д. И. Вранчана был не только красив, но имел и потрясающую силу. Когда Вранчан пел во всю мощь своего голоса, то в зале звенели окна, дрожали двери, мигали и гасли керосиновые лампы». 
Прихожане церкви в г. Бельцы (Молдавия) вспоминали: «Не могу умолчать об одном незабываемом историческом моменте нашей церкви.
На 10-й юбилей в 1928 году, был приглашен знаменитый артист-певец императорского театра в Санкт-Петербурге, Дмитрий Иванович Вранчан, близкий друг мирового певца, Фёдора Шаляпина… Он (Вранчан) очень часто посещал церковь г. Бельцы, так как был близким другом с Иваном Васильевичем Сорочан (настоятель храма). Это были примерно 1926—1927 г., когда в очередной раз он приехал в Бельцы.
Тогда церковь заканчивала строительство, подготавливая к 10-му юбилею. Электричества еще не было. Были установлены по обеим сторонам зала большие керосиновые лампы. Дмитрий Иванович исполнял несколько произведений, в том числе пение «Господь, пребудь Ты с нами».
Когда он с большим вдохновением заканчивал это пение, дойдя до слов «премудрыми путями» – взяв крещендо высоких нот, в зале от сильного звука с эхом произошла вибрация воздуха — все лампы потухли… Дмитрий Иванович, уже в темноте, спокойно закончил, повторив еще несколько раз припев. Это был кульминационный момент в этот благословенный вечер…»
В 1973 году семья 10-летнего переехала жить в Севастополь, так как отец Владимира был принят в Ансамбль песни и пляски Краснознаменного Черноморского флота. Владимир занимался спортом, боксом, пулевой стрельбой и дельтапланеризмом. В 1979 г. окончил художественную школу в Севастополе (живопись и графика), а в 1982 г. — Севастопольский судостроительный техникум по специальности «электрооборудование судов». В 1980 начал заниматься вокалом в севастопольском Дворце пионеров под руководством композитора и дирижёра Б. А. Миронова. В 1980—1982 г. был лидер-вокалистом созданной им в техникуме рок-группы «Голиаф» и впервые стал писать свои песни. В 1982—1984 гг. служил на флоте (Ансамбль песни и пляски Краснознамённого Черноморского флота). Ходил в составе крейсера «Жданов» в дальний боевой поход в Средиземное море. В 1984 г., после срочной службы, переехал жить в Ленинград, где поступил в ленинградскую музыкальную школу для взрослых в вокальный класс И. Я. Смирновой.
С 1985 по 1991 год учился Ленинградской консерватории (класс сольного пения С. Р. Рязанцева). В последующие годы совершенствовал вокальное мастерство у Е. Мануховой (Громовой), и в Италии у Франко Пальяцци и Ф. Барбьери (мастер-класс 2000 г.).
В 1991—1995 гг. — солист оперной труппы Театра оперы и балета Санкт-Петербургской консерватории. В 1993—1995 гг. впервые занял руководящий пост в должности директора коллектива Санкт-Петербургской консерватории «Молодые голоса России».
В 1991—2003 гг. — солист Санкт-Петербургского театра музыкальной комедии.
С 1994 г. — солист Мариинского театра; дебютировал в 1994 г. в партии Дандини в опере Дж. Россини «Золушка».
C 1995—1998 гг. — приглашенный солист Государственного Большого Академического театра.
Приглашённый артист Детского музыкального театра «Зазеркалье» (Санкт-Петербург).
C 2015 г. — руководитель Эстрадно-театрального направления ( включает отделение «Эстрадно-джазовый вокал» и отделение «Артист музыкального театра»)  и преподаватель вокала Международной Академии музыки Елены Образцовой.

## Творчество
Исполняет ведущие партии в операх, опереттах и мюзиклах. Концертный репертуар включает также русские романсы, эстрадные песни.
Гастролировал с труппой Мариинского театра и в индивидуальных турне более чем в 30 странах.
Создатель театра-шоу «Русский Колизей».

### Оперные партии
Театр оперы и балета Санкт-Петербургской консерватории
- Евгений Онегин — «Евгений Онегин» П. Чайковского
- Фигаро — «Севильский цирюльник» Дж. Россини
- Эней — «Дидона и Эней» Г. Перселла
- Валентин — «Фауст» Ш. Гуно
- Дон Жуан — «Дон Жуан» В. А. Моцарта
- Мизгирь — "Снегурочка* Римский-Корсаков, Н. А. (концертное исполнение)
- "Чезаре Анджелотти" ---- "Тоска* Дж. Пуччини

Санкт-Петербургский театр музыкальной комедии
- пролог; Сильвио — «Паяцы» Р. Леонкавалло
- Буфф — «Директор театра» В. А. Моцарта
- Колдун — «Бастьен и Бастьена» В. А. Моцарта

Мариинский театр
- Дандини, камердинер принца — «Золушка» Дж. Россини (1994, концертное исполнение)
- граф Альмавива — «Свадьба Фигаро» В. А. Моцарта (премьерная постановка)
- пан Муссялевич — «Братья Карамазовы» А. Смелкова (постановка В. Бархатова, 2008)
- Панталоне — «Любовь к трём апельсинам» С. Прокофьева
- фон Вихров — «Семён Котко» С. Прокофьева
- Метивье, генерал Бельяр, генерал Раевский, Жако — «Война и мир» С. Прокофьева
- Ковалёв, Хозрев-Мирза — «Нос» Д. Шостаковича
- Алессио — «Сомнамбула» В. Беллини (концертное исполнение)
- Фигаро — «Севильский цирюльник» Дж. Россини
- Генри Эштон — «Лючия ди Ламмермур» Г. Доницетти
- Маркиз д’Обиньи, Барон — «Травиата» Дж. Верди
- Шонар — «Богема» Дж. Пуччини
- Джанни Скикки — «Джанни Скикки» Дж. Пуччини
- Данкайро, Моралес — «Кармен» Ж. Бизе
- Учитель музыки — «Ариадна на Наксосе» Р. Штрауса
- Баритон — «Кармина Бурана» К.Орф
- Цыган — «Сорочинская ярмарка» М. Мусоргский
- Великий канцлер — «Рождественская сказка» Р. Щедрин

Большой театр России
- Граф Альмавива — «Свадьба Фигаро» В. А. Моцарта (1995)

La Scala Милан-Италия
- Генерал Раевский — «Война и мир» С. Прокофьева

Metropolitan Opera — Нью-Йорк — США
- фон Вихров — «Семён Котко» С. Прокофьева

Covent Garden — Лондон-Великобритания
- Метивье, генерал Бельяр, генерал Раевский — «Война и мир» С. Прокофьева
- Фон Вирхов — «Семён Котко» С. Прокофьева

Татарский театр оперы и балета имени Мусы Джалиля
- Граф Альмавива — «Свадьба Фигаро» В. А. Моцарта (2002)
- Зюрга — «Искатели жемчуга» Ж.Бизе (2003)
- Эскамильо,Данкайро,Цунига — «Кармен» Ж.Бизе (2005)
- Фигаро — «Севильский цирюльник» Дж. Россини

Детский музыкальный театр «Зазеркалье»
- Дандини, камердинер принца — «Золушка» Дж. Россини[3]

Софийская национальная опера (Болгария)
- Джанни Скикки — «Джанни Скикки» Дж. Пуччини[4].

Театр «Ля Монэ» Брюссель (Бельгия)
- Инквизитор — «Огненный ангел» С.Прокофьев

Гранд театр Экс-ен-Прованс (Франция)
- Майор Ковалев — «Нос» Д.Шостакович

Лионская опера (Франция)
- Майор Ковалев — «Нос» Д.Шостакович
- Лесничий — «Лисичка-плутовка» Л.Яначек

Teatro Lirico D’Europa (USA)
- Жорж Жермон — «Травиата» Дж. Верди
- Марсель — «Богема» Дж. Пуччини
- Эскамильо — «Кармен» Ж.Бизе
- Генри Эштон — «Лючия ди Ламмермур» Г. Доницетти
- Фигаро — «Севильский цирюльник» Дж. Россини
- Баритон — «Кармина Бурана» К.Орф
- граф Альмавива — «Свадьба Фигаро» В. А. Моцарта

Национальная опера Финляндии (Хельсинки)
- Майор Ковалёв — «Нос» Д.Шостакович

Национальная опера Лотарингии (Нанси) Франция
- Царь Додон — «Сказка о золотом петушке» Н.Римский-Корсаков

### Партии в опереттах и мюзиклах
Санкт-Петербургский театр музыкальной комедии
- Флориндо — «Труффальдино из Бергамо» А. Колкера
- Эдвин — «Сильва» И. Кальмана
- Мистер Икс — «Принцесса цирка» И. Кальмана
- Раджами — «Баядера» И. Кальмана
- Драгомир — «Графиня Марица» И. Кальмана
- Фраскатти — «Фиалка Монмартра» И. Кальмана
- Граф Данило — «Весёлая вдова» Ф. Легара
- Назони — «Гаспарон» К. Миллёкера
- Граф Кутайсов — «Холопка» Н. Стрельникова
- Тассило — «Графиня Марица» И.Кальмана
- Генрих Айзенштейн — «Летучая мышь» И.Штрауса
- Билли Флин — «Чикаго» Б.Фосса
- Костя — «Мы из Одессы, здрасьте» И.Дунаевского

### Режиссёр
- «Романсовая фантазия: Любовь и страсть» — концерт-спектакль (ДК имени А. М. Горького, 3 октября 2012)[5]

В октябре 2012 г. на сцене Театра эстрады А. Райкина выступил в проекте «Не Опера», представ перед зрителем в качестве композитора и автора своих песен, интерпретатора мировых хитов, при участии инструментальной группы под руководством Елены Булановой.
Участвует в передаче «Романтика романса» на канале «Культура».

## Дискография
- Аудиоальбом «Листва» (1982); рок-группа «Голиаф» (Севастополь) в составе : А. Калинин (соло-гитара), И. Мусиенко (бас-гитара), В. Приходько (пиано), В. Плужников (ритм-гитара), В. Котив (ударные), В. Самсонов (лидер-вокал).

CD
- 1996 «Prologo» («Sonopress», Германия; студия звукозаписи «Мелодия») — сборник оперных арий, дуэтов, классических романсов и русских народных песен; оркестр радио и телевидения Санкт-Петербурга под управлением С. Горковенко, партия фортепиано — М. Новикова, хор Петербургской консерватории под управлением П. Россоловского;
- 1998 «Концерт в Золингене» — благотворительный концерт в помощь детским домам и ветеранам Санкт-Петербурга; арии и песни; партия фортепиано — Д. Ефимов, мужской хор «Manner chor»;
- 2001 «Концерт романсов» (Германия); партия фортепиано — М. Новикова;
- 2010 «Романсы и песни ушедшего века» — старинные русские романсы и песни; инструментальный ансамбль. Запись сделана на сольном концерте в Концертном зале имени П. И. Чайковского (Москва).

DVD
- 2010 «От арии до рок-н-ролла» — арии, лирические баллады и песни в театральной шоу-программе; эстрадно-симфонический оркестр под управлением Ю. Крылова, ансамбль бального танца под управлением Квачева. Видеоверсия сольного концерта в Большом концертном зале «Октябрьский» (Санкт-Петербург).
- 2013 «В отражении звезд» — песни, ставшие визитной карточкой легенд отечественной и мировой эстрады в новом театрализованном проекте под руководством Елены Булановой и дирижёра Юрия Крылова в БКЗ «Октябрьский». Шоу-Балет «Флорес»- рук. Семченкова Татьяна.
- 2018  «От арии до рок-н-ролла» — арии, лирические баллады и песни в театральной шоу-программе; эстрадно-симфонический оркестр под управлением Ю. Крылова, шоу-балет «Флорес» — рук. Семченкова Татьяна, ДК. им. Горького.

## Награды
- Заслуженный артист России (2001)[1];
- Медаль Леонардо да Винчи Европейской Академии естественных наук — за заслуги в искусстве;
- Медаль «За заслуги в культуре и искусстве» Академии русской словесности и изящных искусств имени Г.Р. Державина
- Медаль «Адмирал Невельской»
- Медаль «Патриот России»
- Медаль «300 лет Санкт-Петербургу»
- Орден «За службу России»

## Победы на конкурсах
- диплом Международного конкурса оперных певцов «Возрождение русского бельканто» (Санкт-Петербург, 1991);
- Гран-при и Приз зрительских симпатий «Золотой музыкальный ключ» Международного конкурса оперных певцов им. Марио дель Монако, (1994, Италия);
- Гран-при Международного телевизионного конкурса «Петербургский ангажемент», (Санкт-Петербург, 1996);
- диплом Международного конкурса оперных певцов им. Виньяса (Барселона, 1997).